# Freiheitsdelikt
Unter Delikten gegen die Freiheit und den Frieden eines Menschen „versteht man Straftaten, welche die persönliche Freiheit eines oder mehrerer Menschen oder aber den ihnen durch das Recht garantierten Friedenszustand beeinträchtigen.“

## Systematik und Rechtsfamilien
Die persönliche Freiheit zählt zu den zentralen politischen Begriffen der westlichen Demokratien und hat regelmäßig Verfassungsrang. Demgegenüber scheint auf den ersten Blick überraschend, dass die strafrechtlichen Vorschriften zu ihrem Schutz oftmals nur verstreut in den strafrechtlichen Kodifikationen zu finden sind. Die Systematik der Freiheitsdelikte unterscheidet sich dabei gravierend von Rechtsordnung zu Rechtsordnung.
Seine Erklärung findet dieser Befund in der historischen Genese der Freiheitsdelikte. Unter ihnen finden sich freilich auch ältere und älteste Straftatbestände, die eigentliche Hochzeit der Freiheits- und Friedensdelikte datiert jedoch auf die Zeit nach Aufklärung und Französischer Revolution. Während der Schutz gegen Übergriffe vonseiten der Mitbürger schon früh im strafrechtlichen Repertorium zu finden war, entwickelte sich erst mit der Aufklärung die Idee, den Bürger auch vor Übergriffen des Staates in seiner Freiheit strafrechtlich zu schützen. Freiheit und persönlicher Friede finden ihren Kern letztlich im allgemeinen Persönlichkeitsrecht und der Menschenwürde; als politisch schillernde „moderne Komplexbegriffe“ entziehen sie sich bislang einer vollständigen Erfassung allein durch die Rechtsdogmatik, weshalb sich vergleichbare rechtssystematische Strukturen bislang nicht entwickeln konnten.
Historisch bezeichnet Freiheit zunächst die körperliche Bewegungsfreiheit, mithin die Möglichkeit, seinen Aufenthaltsort zu ändern. Aus Versklavung, Menschenraub, Entführung und Einsperrung entwickelte sich als Grundtypus die Freiheitsberaubung. Erst das gewandelte Freiheitsverständnis der Aufklärung schuf einem umfassenderen strafrechtlichen Schutz der Freiheit Raum. Die Entwicklung der Nötigung zählt deshalb zu den Produkten des 18. Jahrhunderts. Ihr Schutzgut ist nicht mehr nur die Bewegungsfreiheit, sondern die Willensbetätigung als solche.

### Rechtsordnungen mit verstreuten Tatbeständen
Im deutschen Strafgesetzbuch finden sich Straftatbestände zum Schutz von Freiheit und persönlichem Frieden nur sehr verstreut. Der persönliche Friede ist als Schutzgut unbekannt. Die wichtigsten Tatbestände sind:
- Hausfriedensbruch in den § 123 und § 124
- Menschenraub, Entführung, Freiheitsberaubung, Nötigung und Bedrohung in den §§ 234 ff.
- Verletzung des persönlichen Lebens- und Geheimbereichs[2] in den §§ 201 ff.

Die Systematik ist in Österreich und der Schweiz vergleichbar, dort finden sich Freiheitsdelikte auch neben den Ehrdelikten.

### Rechtsordnungen mit geschlossener Systematik
Besonders in den skandinavischen Staaten war man bemüht, den Schutz von Freiheit und persönlichem Frieden systematisch geschlossener zu kodifizieren. Der seit 1965 ersetzte schwedische Strafflag von 1864 regelte die Freiheits- und Friedensdelikte in einem eigenen 15. Abschnitt. Das geltende dänische Recht unterscheidet zwar nach Frieden und persönlicher Freiheit, regelt beide jedoch unmittelbar im Anschluss aneinander. Der Hausfriedensbruch zählt hier jedoch zu den Straftaten gegen die allgemeine Ordnung. Eine vergleichbar geschlossene Systematik bieten auch Spanien, Brasilien und Chile. In einigen Staaten wird selbst Raub und Entführung als Delikt gegen die Familie und Sittlichkeit betrachtet.